# Geotrupidae

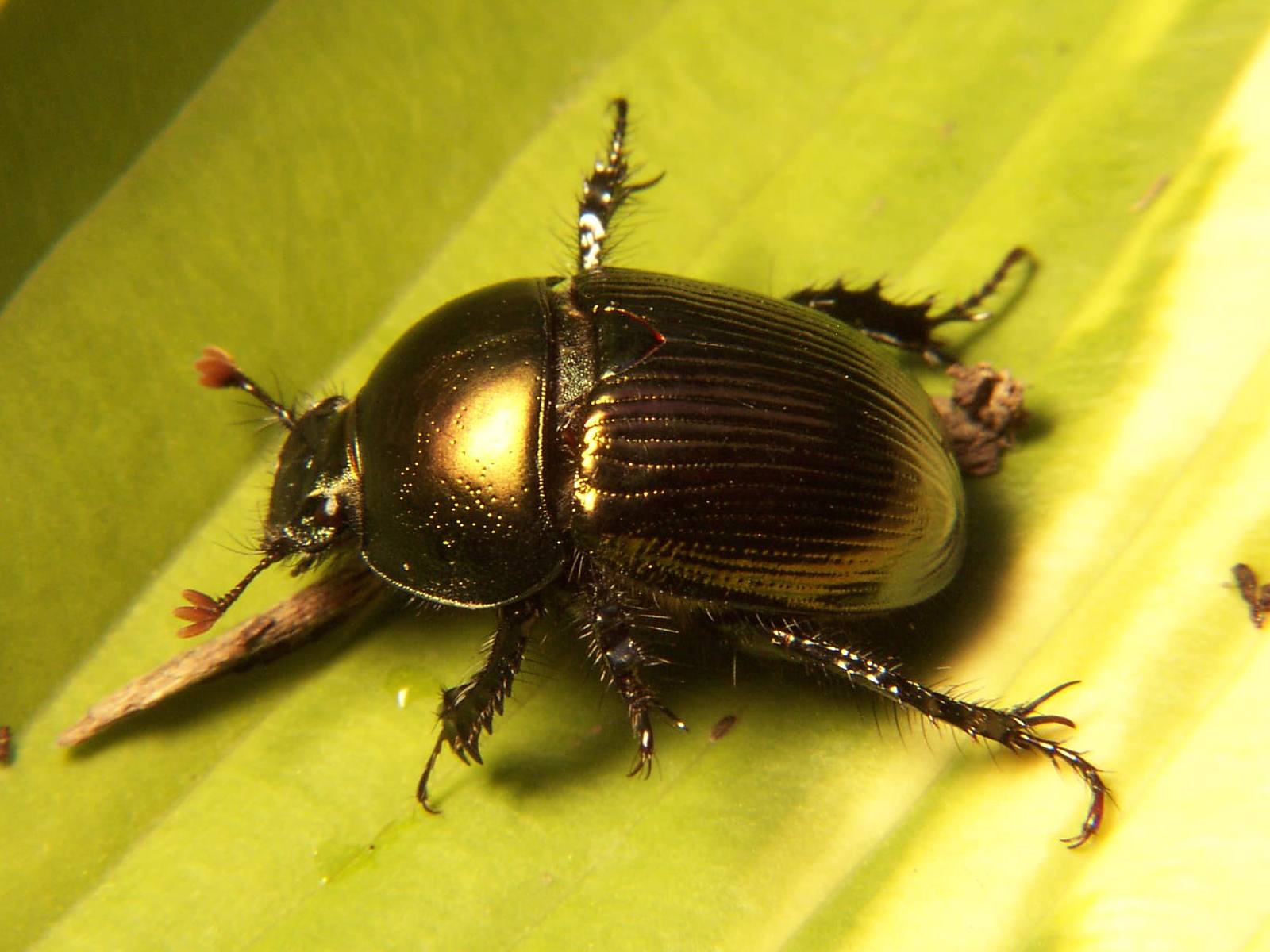
Geotrupes egeriei

Los geotrúpidos (Geotrupidae) son una familia de coleópteros polífagos, con más de 600 especies descritas. Su tamaño oscila entre 5 y 45 mm (milímetros). La mayoría son detritívoros, coprófagos (se alimentan de excrementos), pero también hay especies saprófagas (se alimentan de vegetales en descomposición) y micetófagas (se alimentan de hongos).
Machos y hembras excavan conjuntamente galerías subterráneas en las que depositan reservas de alimento (estiércol, restos de hojas) para las futuras larvas. Los túneles de algunas especies pueden medir más de 2 m (metros).
Algunas especies se comunican por estridulación, frotando las partes del cuerpo para producir sonido.

## Taxonomía
Según Bouchard y colaboradores:
- Familia Geotrupidae Latreille, 1802
  - Subfamilia Taurocerastinae Germain, 1897
  - Subfamilia Bolboceratinae Mulsant, 1842
    - Tribu Athyreini Lynch Arribálzaga, 1878
    - Tribu Bolbelasmini Nikolajev, 1996
    - Tribu Bolboceratini Mulsant, 1842
    - Tribu Bolbochromini Nikolajev, 1970
    - Tribu Eubolbitini Nikolajev, 1970
    - Tribu Eucanthini Nikolajev, 2003
    - Tribu Gilletinini Nikolajev, 1990
    - Tribu Odonteini Shokhin, 2007
    - Tribu Stenaspidiini Nikolajev, 2003

  - Subfamilia Geotrupinae Latreille, 1802
    - Tribu Ceratotrupini Zunino, 1984
    - Tribu Enoplotrupini Paulian, 1945
    - Tribu Cretogeotrupini Nikolajev, 1996 †
    - Tribu Geotrupini Latreille, 1802
    - Tribu Lethrini Oken, 1843